# Wolffiella oblonga
Wolffiella oblonga är en kallaväxtart som först beskrevs av Rodolfo Amando Philippi, och fick sitt nu gällande namn av Christoph Friedrich Hegelmaier. Wolffiella oblonga ingår i släktet Wolffiella och familjen kallaväxter. Inga underarter finns listade.